# Kot pri Semiču
Kót pri Sémiču je del naselja Semič v jugovzhodni Sloveniji. Do leta 2001 je bilo to samostojno naselje.

## Cerkev
V Kotu stoji cerkev sv. Jožefa.

## Kočka lipa
Na vrtu ob grajski zidanici raste mogočna lipa z votlim deblom, ki meri v prsnem obsegu 776 cm. Obseg koreničnika meri okoli 1230 cm. To je najdebelejša znana lipa v Beli Krajini in krajevna znamenitost. Ob veselici v deblo dajo sod in po pipi, ki je zavrtana v deblo točijo vino.